# 薩克森-科堡-哥達的奧古斯特王子
奧古斯特·維克多·路德維希（德語：August Viktor Ludwig，1818年6月13日—1881年7月26日），薩克森-科堡-哥達的斐迪南王子的次子。
奧古斯特的哥哥是葡萄牙國王斐迪南二世，比利時第一任國王利奧波德一世是他的叔叔，英國的維多利亞女王與阿爾伯特親王分別是他的表妹與堂弟。

## 家庭
1843年，奧古斯特與法國國王路易-菲利普一世的女兒克蕾曼汀公主結婚，兩人共有3子2女：
- 菲利普（1844年—1921年）
- 路德維希·奧古斯特（1845年—1907年）
- 克羅蒂爾德（英语：Princess Clotilde of Saxe-Coburg and Gotha）（1846年—1927年），奧地利大公夫人
- 阿瑪莉埃（英语：Princess Amalie of Saxe-Coburg and Gotha）（1848年—1894年），巴伐利亞公爵夫人
- 斐迪南（1861年—1948年），1887年成為保加利亞親王，1908年成為保加利亞國王